# أسمدة اليوريا المغلفة
أسمدة اليوريا المغلفة هي مجموعة من الأسمدة المتحكم بها، والتي تتكون من حبيبات اليوريا المغلفة بمواد كيميائية أقل قابلية للذوبان مثل الكبريت، أو البوليمرات أو المنتجات الأخرى أو توليفة من المركبات. تخفف هذه الأسمدة من بعض الجوانب السلبية لمخصبات اليوريا، مثل حرق الأسمدة. تطلق الطلاءات اليوريا إما عند اختراقها بالماء، كما هو الحال مع الكبريت، أو عند تكسيرها، كما هو الحال مع البوليمرات.

## نظرة عامة
تستخدم اليوريا على نطاق واسع كسماد نيتروجيني، والتي عادة ما تفيد في التطبيق السائل نظرًا قابليتها العالية للذوبان في الماء، كما أنها أقل خطورة بكثير من حيث التسبب في حروق الأسمدة مقارنة بالمواد الكيميائية الأخرى مثل سيانيد الكالسيوم أو نترات الأمونيوم، إلا أن خطر حدوث حروق الأسمدة مع استخدام اليوريا يظل مرتفعًا بشكل غير مقبول في بعض الظروف مثل ارتفاع درجات الحرارة، كما يمكن أن تكون قابلية ذوبان اليوريا العالية في الماء غير مؤاتية في بعض الحالات أيضًا.
كانت إحدى التقنيات الخاصة للتخفيف من هذه العيوب هي تغليف حبيبات اليوريا بمواد كيميائية أقل قابلية للذوبان بحيث تسمح هذه الطلاءات بالإفراز التدريجي لليوريا بطريقة خاضعة للرقابة مما يسمح بتطبيقات أقل تكرارًا.

## اليوريا المغلفة بالكبريت
تطلق أسمدة اليوريا المغلفة بالكبريت النيتروجين عبر تغلغل المياه من خلال الشقوق والمسام الدقيقة الموجودة في الغلاف. ويكون إطلاق النيتروجين سريعًا بمجرد أن يخترق الماء الغلاف. قد تُغلق جزيئات الأسمدة بالشمع لإبطاء إطلاقها بشكل أكبر مما يجعل التحلل الميكروبي ضروريًا للسماح بتغلغل الماء داخل السماد. يمكن أيضًا أن يتنوع حجم جزيئات الأسمدة من أجل تغيير الوقت الذي يحدث فيه إطلاق النيتروجين. تتراوح تركيزات المنتجات المغلفة بالكبريت عادةً من 32٪ إلى 41٪ من عنصر النيتروجين بالوزن. كانت شركة سلطة وادي تينيسي هي التي طورت عمليات تغليف اليوريا بالكبريت.
لا يمكن استخدام منتجات اليوريا المغلفة بالكبريت إلا في شكل حبيبات، وبالتالي لا يمكن استخدامها من خلال طرق التسميد السائل، ويُعتبر من المألوف العثور على قشور الكبريت الفارغة في العشب بمجرد إطلاق النيتروجين. كما أن هناك عيب آخر يتعلق بحجم الجسيمات الكبير نسبيًا لأسمدة اليوريا المغلفة بالكبريت، مما يجعل استخدامها على الأسطح المقطوعة مثل وضع الخضر أمرًا غير عملي، ولكن تم تدارك هذا العيب وطُورت في الآونة الأخيرة مواد ذات أحجام جزيئات أصغر مما يسمح باستخدام اليوريا المغلفة بالكبريت في وضع الخضر.

## اليوريا المغلفة بالبوليمر
يُمكن أن تسمح أسمدة اليوريا المغلفة بالبوليمر، والتي تسمى أيضًا اليوريا المغلفة بالبلاستيك، بإطلاق النيتروجين بمعدل أكثر دقة من منتجات اليوريا المغلفة بالكبريت. من الممكن إنتاج منتجات مغلفة بالبوليمر حيث يمكن أن يتأخر إطلاق النيتروجين لمدة 10 أشهر بعد التطبيق. ولكن يتمثل العيب الأساسي لمنتجات اليوريا المغلفة بالبوليمر في تكلفتها المرتفعة نسبيًا مقارنة باليوريا المغلفة بالكبريت.

## المنتجات المركبة
توجد أيضًا أنواع من منتجات الأسمدة التي تستخدم مزيجًا من أغلفة الكبريت وأغلفة البوليمر. وتتكون هذه المنتجات عادةً من اليوريا المغلفة بطبقة من الكبريت، والتي تكون بدورها مغلفة بطبقة من البوليمر. تكون سماكة كل طبقة طلاء بشكل عام أقل من السماكة العادية للمنتجات الفردية. تُستخدم هذه المنتجات عمومًا كبدائل أقل تكلفة للمنتجات المغلفة بالبلاستيك البحت، مع الحفاظ على توفير خصائص إطلاق النيتروجين الدقيقة.